# Rustem Kazakov
Rustem Abdullaevič Kazakov (in russo Рустем Абдуллаевич Казаков?; Tashkent, 2 gennaio 1947) è un ex lottatore sovietico, dal 1991 russo, specializzato nella lotta greco-romana.

## Palmarès

### Olimpiadi
- 1 medaglia:
  - 1 oro (Monaco di Baviera 1972 nei pesi piuma)